# 狭唇角盘兰
狭唇角盘兰（学名：Herminium angustilabre）为兰科角盘兰属下的一个种。

## 扩展阅读
- 維基物種上的相關：狭唇角盘兰